# Игаман, Хамза
Хамза Игаман (араб. حمزة إكمان‎; род. 2 ноября 2002, Темара, Рабат-Сале-Кенитра) — марокканский футболист, нападающий клуба «Рейнджерс» и сборной Марокко.

## Клубная карьера
Игаман — воспитанник клуба ФАР. 6 марта 2021 года в матче против «Ренессанс Беркан» он дебютировал в Ботола лиге. 14 ноября 2022 года в поединке против «Атлетик Тетуан» Хамза забил свой первый гол за ФАР. В 2023 году игрок помог клубу выиграть чемпионат. 
В 2024 году Игаман перешёл в шотландский «Рейнджерс». Сумма трансфера составила 2,4 млн. евро. 1 сентября в матче против «Селтика» он дебютировал в шотландской Премьер-лиге. 24 октября в поединке Лиги Европы против румынского «Стяуа» Хамза забил свой первый гол за «Рейнджерс». 5 января 2025 года в матче против «Хиберниана» он сделал хет-трик. 

## Международная карьера
В 2023 году в составе олимпийской сборной Марокко Игаман стал победителем домашнего молодёжного чемпионата Африки (до 23 лет). На турнире он сыграл в матчах против команд Республики Конго и Мали.
21 марта 2025 года в отборочном матче чемпионата мира 2026 против сборной Нигера Игаман дебютировал за сборную Марокко. 

## Достижения
Клубные
 ФАР
- Победитель Ботола лиги — 2022/2023

Международные
 Марокко (до 23)
- Победитель молодёжного чемпионата Африки (до 23 лет) — 2023